# Agdistis hulli
Agdistis hulli là một loài bướm đêm thuộc họ Pterophoridae. Loài này có ở Hy Lạp (quần đảo Dodecanese, quần đảo Aegean). Nó được ghi nhận từ Lesbos.